# Cristofer Salas
Cristofer Andrés Salas Barriga, noto semplicemente come Cristofer Salas (Concepción, 23 maggio 2000), è un calciatore cileno, attaccante del Dep. Antofagasta.

## Caratteristiche tecniche
È un'ala sinistra.

## Carriera
Cresciuto nel settore giovanile del Dep. Concepción, nel 2020 viene acquistato dal Coquimbo Unido. Debutta in prima squadra il 15 marzo 2020 in occasione dell'incontro di Primera División perso 3-0 contro il Dep. Iquique.

## Statistiche

### Presenze e reti nei club
Statistiche aggiornate al 17 dicembre 2020.
| Stagione        | Squadra         | Campionato      | Campionato | Campionato | Coppe nazionali | Coppe nazionali | Coppe nazionali | Coppe continentali | Coppe continentali | Coppe continentali | Altre coppe | Altre coppe | Altre coppe | Totale | Totale |
| Stagione        | Squadra         | Comp            | Pres       | Reti       | Comp            | Pres            | Reti            | Comp               | Pres               | Reti               | Comp        | Pres        | Reti        | Pres   | Reti   |
| --------------- | --------------- | --------------- | ---------- | ---------- | --------------- | --------------- | --------------- | ------------------ | ------------------ | ------------------ | ----------- | ----------- | ----------- | ------ | ------ |
| 2020            | Coquimbo Unido  | A               | 9          | 1          | CC              | 0               | 0               | CS                 | 3                  | 0                  |             | -           | -           | 12     | 1      |
| Totale carriera | Totale carriera | Totale carriera | 9          | 1          |                 | 0               | 0               |                    | 3                  | 0                  |             | -           | -           | 12     | 1      |